# 巴庫動物園
巴库動物園是位於阿塞拜疆首都巴库的一座動物園，開業於1928年。現在動物園內有168種1200個動物。巴库動物園除了飼養有高加索地區的動物植物，也有來自世界各地的動物展示。佔地面積4.25 公顷 (0.0425 平方千米)。